# Sopronkeresztúr vasútállomás
Sopronkeresztúr vasútállomás (németül Bahnhof Deutschkreutz) egy burgenlandi vasútállomás Sopronkeresztúr településen, melyet a ÖBB üzemeltet.

## Áthaladó vasútvonalak
- Sopron–Kőszeg-vasútvonal

## Forgalom
A korridorvasútnak, mely jelenleg már csak Sopron felől közelíthető meg, ez a végállomása, tovább már nincs forgalom. A villamosított állomáson (mivel csakis Magyarországon át járható be) a felsővezeték-hálózat és az áramrendszer is az egyszerűség kedvéért a GYSEV (magyar) szabványa, azaz a 25 kV-os villamos vontatási mód szerint épült meg. A villamosítás átadása és a végállomássá nyilvánítás egyszerre történt 2001-ben. Az állomásra emeletes személyvonatok járnak ütemes menetrend szerint.
| Járat                                | Útvonal | Gyakoriság                                                      |
| ------------------------------------ | --- | --------------------------------------------------------------- |
| személyvonat (Regionalexpress/REX93) | (Wien Hauptbahnhof (Bécs) – Wien Meidling – Baden bei Wien) – Wiener Neustadt Hauptbahnhof (Bécsújhely) – Mattersburg (Nagymarton) – Marz-Rohrbach (Márcfalva-Fraknónádasd) – Loipersbach-Schattendorf (Lépesfalva-Somfalva) – Sopron – Deutschkreutz (Sopronkeresztúr)                                   | Munkanapokon 3 Bécs felé, délután óránként Sopronkeresztúr felé |
| személyvonat (Regionalexpress/REX6)  | Wien Hauptbahnhof (Bécs) – Wien Meidling – Bahnhof Ebreichsdorf – Bahnhof Ebenfurth – Neufeld an der Leitha (Lajtaújfalu) – Müllendorf (Szárazvám) – Wulkaprodersdorf (Vulkapordány) – Drassburg (Darufalva) – Baumgarten-Schattendorf (Sopronkertes-Somfalva) – Sopron – Deutschkreutz (Sopronkeresztúr) | 1-4 óránként                                                    |